# Örbyhus kyrka

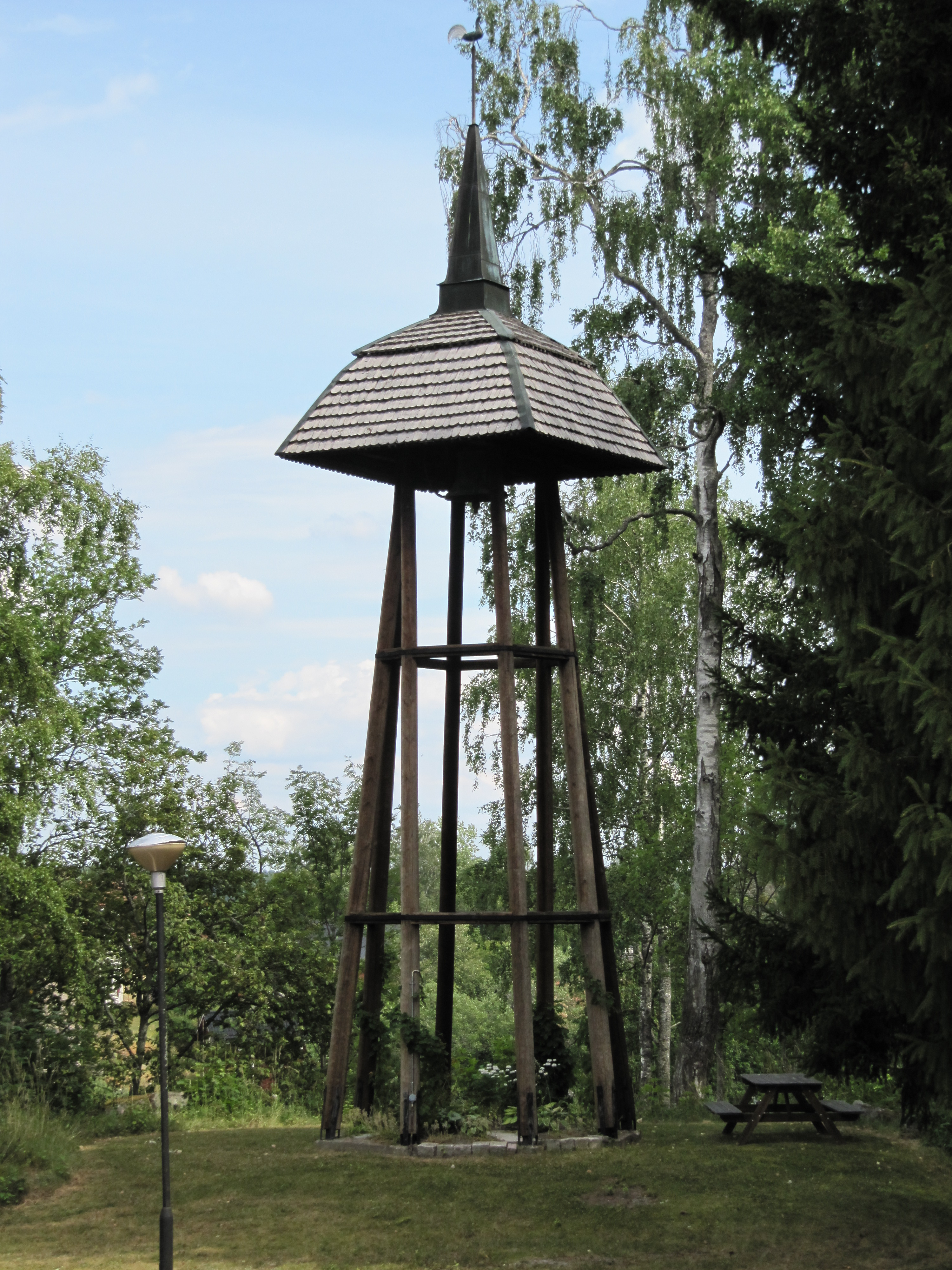
Klockstapel

Örbyhus kyrka är en kyrkobyggnad som tillhör Vendel-Tegelsmora församling, Uppsala stift. Kyrkan ligger i samhället Örbyhus i Tierps kommun.

## Föregående kyrka
I samband med en visitation av ärkebiskop Nathan Söderblom väcktes förslaget att bygga en kyrka i Örbyhus. När ärkebiskop Erling Eidem visiterade församlingen 1940 tog ärendet fart. Ärkebiskopen överlämnade ett startkapital till en kyrkostiftelse som bildades 5 november 1941. Första söndagen i advent 1943 startades regelbunden gudstjänstverksamhet i en hyrd Godtemplarlokal. 1957 inköptes tingshuset i Örbyhus tillsammans med en vaktmästarbostad. Tingshusets stora sal inreddes till gudstjänslokal, medan dess övriga lokaler blev sakristia, studierum och pastorsexpedition. Vaktmästarbostaden gjordes om till prästgård. 26 september 1959 invigdes Örbyhus kyrka av ärkebiskop Gunnar Hultgren. En fristående klockstapel uppfördes 1961 efter ritningar av Torsten Levén som var dåvarande kyrkoherde i Vendel. 1974 genomfördes en ombyggnad av lokalerna och husets övervåning togs i anspråk.

## Nuvarande kyrka
Önskan hade hela tiden funnits att få till en riktig kyrka. Hösten 1987 annonserades en vandringskyrka till försäljning. Kyrkan hette Sankt Pers kyrka och hade sedan 1967 legat på Kvarngärdet i Uppsala. Vandringskyrkan, som nu var ersatt av en större byggnad, monterades ned och återuppfördes på sin nuvarande plats i Örbyhus. Kyrkan placerades strax intill det före detta tingshuset som nu blev församlingshem. 11 september 1988 invigdes kyrkan av domprost Clarence Nilsson.
Träkyrkan är tillverkad av Oresjö Sektionshus och är till sin form en treskeppig basilika. Den är orienterad i öst-västlig riktning med ingången i öster och koret i väster. Numera är kyrkan vitmålad. Under början av 2000-talet fick kyrkans västsida ett nytt fönster bestående av blästrade och färgade glasskivor med olika motiv.

## Inventarier
- Dopfunten skänktes 1959 till gamla kyrkan av söndagsskolebarn. Överdelen av mässing bär texten: LÅTEN BARNEN KOMMA TILL MIG. En ny dopvattenkanna är införskaffad 1995.
- Ett processionskors och två processionsljusstakar av trä är tillverkade av Thure Wärnebjörk respektive Gustav Andersson och kom till kyrkan 1996.
- Kyrksilvret är designat och tillverkat 1959 av juveleraren Eric Löfman i Uppsala. En brudkrona av silver är också tillverkad 1959 av Eric Löfman.
- En mässhake av vitt konstsiden och en mässhake av möstrat grönt linne är båda tillverkade av Elna Lindberg och kom till kyrkan 1959. 1967 tillkom en mässhake av violett ylle.

### Orgel
- 1976 flyttade Mads Kjersgaard, Uppsala en orgel hit från Lärarhögskolan i Stockholm. Den var byggd 1957 av Wilhelm Hemmersam, Köpenhamn och är en mekanisk orgel med slejflådor. Tonomfånget är på 54/27. 1976 sattes en Sesquialtera II in istället för en Regal 16'.

| Huvudverk I     | Positiv II    | Pedal         | Koppel |
| Gedackt 8´      | Spetsgamba 8´ | Subbas 16´    | I/P    |
| Principal 4´    | Rörflöjt 4´   | Subbas 8´     | II/P   |
| Blockflöjt 2´   | Principal 2´  | Qvintadena 2´ | II/I   |
| Nasat 1 1/3'    | Scharf II     |               |        |
| Sesquialtera II | Regal 8'      |               |        |

- Orgeln med 30 stämmor två manualer och pedal är en digitalorgel av märket Allen. Orgeln flyttades över 1997 från Vendels kyrka.

## Omgivande kyrkor
- Åt norr: Tegelsmora kyrka, Nathanaelskyrkan, Tolfta kyrka
- Åt söder: Dannemora kyrka, Vendels kyrka
- Åt öster: Films kyrka, Österbybruks kyrka
- Åt väster: Aspnäs gårdskyrka, Tierps kyrka

### Webbkällor
- Pilgrimsled i Tiundaland